# Kalkmijnspin
De kalkmijnspin (Atypus piceus) is een spin binnen de familie der mijnspinnen (Atypidae). Ze behoort tot het geslacht Atypus. Deze soort leeft in Europa, tot in Moldavië, maar ze komt ook frequent voor in Iran. Ook in Nederland en België komt de spin voor.
De spin is zwart van kleur en betrekkelijk klein; de mannetjes zijn ongeveer 10 mm lang, het vrouwtje 12 à 15 mm. Zoals de andere soorten uit deze familie heeft A. piceus cheliceren (gifkaken) die parallel liggen en elkaar niet kruisen, zoals bij de meeste vogelspinnen. De gifkaken zijn vrij groot, zwart gekleurd en opvallend blinkend.
Deze spin heeft een vrij ongewoon web. Ze spint een soort buisachtige constructie, die tot 30 cm in de grond ligt. De diameter kan tot 10 cm bedragen De ingang wordt gecamoufleerd met bladeren, mos en allerlei dood materiaal. De spin wacht tot een insect over de ingang van de buis kruipt en slaat dan toe door razendsnel uit het hol te kruipen en het insect met de gifkaken in de buis te sleuren. Deze spinnen verlaten hun hol bijna nooit, enkel voor het eten.
De spin is seksueel volgroeid na 4 jaar. Ze paren meestal in juni en juli, wanneer het mannetje een geschikt vrouwtje zoekt. Hij gaat haar hol binnen en nadat ze daar gepaard hebben, sterft het mannetje meestal, omdat het vrouwtje hem doodt. Het vrouwtje legt haar eieren in een grote cocon in de graafgang. De jonge spinnetjes komen uit in de herfst, waarna ze bij hun moeder in de graafgang overwinteren.